# Gravity (álbum de Bullet for My Valentine)
Gravity é o sexto álbum de estúdio da banda galesa de heavy metal Bullet for My Valentine, que foi lançado em 29 de junho de 2018 via Spinefarm Records, seu primeiro álbum com a gravadora. É o primeiro álbum com o baterista Jason Bowld entrou como membro da turnê em 2016 para substituir o baterista original Michael "Moose" Thomas.
É também o primeiro álbum a apresentar o baixista Jamie Mathias como membro contribuinte.  Gravity  representa um completo afastamento do som usual metalcore de seus lançamentos anteriores.
Em 1º de abril de 2018, Bullet for My Valentine estreou "Over It", o primeiro single de "Gravity", na BBC Radio 1.

## Estilo musical
Gravity mostra uma drástica mudança do clássico som da banda que corria entre thrash metal e metalcore para o Metal alternativo.

## Recepção
Gravity recebeu em sua maioria, críticas médias e positivas. No Metalwani, que avalia com notas até 10, deu ao álbum 8/10 indicando uma excelente mudança e escrita. o site MetalHammer deu 3,5 estrelhas, dizendo que "Gravity vê Bullet mais uma vez olhando os principais palcos do mundo com determinação rejuvenescida." No entanto, uma avaliação negativa veio de Mark Stoneman de Altwire que deu ao álbum "D". O crítico escreveu que "Bullet For My Valentine conseguiu quebrar seu molde o suficiente para fornecer um álbum que é cativante e acessível, mas ao fazê-lo correu o risco de dar à banda o seguinte exatamente o tipo de hino que poderia ser auto-realizável: "Estou cheio disso"(Em referência a música "Over it")" 

## Faixas
1. "Leap of Faith" - 3:19
2. "Over It" - 3:47
3. "Letting You Go" - 3:43
4. "Not Dead Yet" - 3:21
5. "The Very Last Time" - 3:57
6. "Piece of Me" - 3:26
7. "Under Again" - 4:10
8. "Gravity" - 4:00
9. "Coma" - 3:33
10. "Don't Need You" - 4:40
11. "Breathe Underwater" - 3:41

## Créditos
- Matthew Tuck - vocal, guitarra
- Michael Paget - guitarra e vocal de apoio
- Jason Bowld - bateria
- Jamie Mathias - baixo e vocal de apoio